# Dwunastu gniewnych ludzi
Dwunastu gniewnych ludzi (ang. 12 Angry Men) – amerykański dramat sądowy z 1957 roku, zrealizowany w oparciu o powstałe dwa lata wcześniej teatralne przedstawienie telewizyjne Reginalda Rose’a. Film opowiada historię ławy przysięgłych obradującej po procesie młodego chłopaka oskarżonego o morderstwo. Spośród dwunastu przysięgłych tylko jeden nie jest do końca przekonany o winie oskarżonego.
Film został bardzo dobrze przyjęty zarówno przez krytyków, jak i widzów. W 2007 roku Biblioteka Kongresu Stanów Zjednoczonych umieściła obraz na liście amerykańskiego dziedzictwa filmowego jako ważny pod względem kulturalnym, historycznym i estetycznym. Film otrzymał nominację do nagrody Oscara w kategoriach za najlepszą reżyserię, film roku i scenariusz. Na liście najlepszych filmów internetowej bazy IMDb Dwunastu gniewnych ludzi znajduje się w pierwszej dziesiątce.

## Fabuła
W sali przysięgłych New York County Courthouse przysięgli przygotowują się do obrad w sprawie 18-letniego chłopaka z patologicznej dzielnicy oskarżonego o zabójstwo ojca z premedytacją. Sędzia poucza ich, że w przypadku jakichkolwiek uzasadnionych wątpliwości jurorzy mają orzec wyrok uniewinniający; jeśli zostanie uznany za winnego, oskarżony otrzyma wyrok śmierci. Werdykt musi być jednogłośny.
Dowody wydają się przekonujące: sąsiadka zeznała, że przez okno widziała, jak oskarżony dźgał ojca nożem. Inny sąsiad zeznał, że słyszał, jak oskarżony groził, że zabije swego ojca i jego ciało uderzyło o ziemię, a potem przez wizjer zobaczył, jak oskarżony przebiega obok jego drzwi. Chłopak był wielokrotnie notowany i niedawno kupił charakterystyczny nóż sprężynowy, który znaleziono na miejscu zbrodni, ale twierdził, że go zgubił. Nóż na miejscu zdarzenia został oczyszczony z odcisków palców.
We wstępnym głosowaniu za skazaniem są wszyscy, z wyjątkiem 8. przysięgłego, który ma wątpliwości co do wiarygodności świadków oraz rzekomej wyjątkowości narzędzia zbrodni, wydobywając z kieszeni identyczny nóż sprężynowy. Wobec braku przekonania do pozostałych, 8. przysięgły proponuje tajne głosowanie, od którego się wstrzyma; jeśli wszyscy pozostali przysięgli nadal uznają chłopaka za winnego, nie będzie oponował. Karta do głosowania ujawnia jeden głos niewinny. 3. przysięgły od razu oskarża 5. przysięgłego sympatyzującego z chłopakiem, jako że też dorastał w slumsach. Gdy się sprzeczają, 9. przysięgły ujawnia, że to on zmienił swój głos, szanując motywy 8. przysięgłego i zgadzając się, że trzeba przeprowadzić dyskusję.
8. przysięgły mówi, że mieszkanie pierwszego świadka oddziela przejeżdżająca kolejka, która częściowo przesłoniła scenę zabójstwa. Dodatkowo twierdzi, że hałas przejeżdżającego pociągu zagłuszałby groźbę, którą podsłuchał drugi świadek. 8. przysięgły też zwraca uwagę, że ludzie często mówią „zabiję cię” nie mając na myśli tego dosłownie. 5. przysięgły zmienia swój głos, podobnie jak 11. juror, który doszedł do wniosku, że oskarżony, gdyby naprawdę zabił ojca, nie wróciłby na miejsce zbrodni kilka godzin później, w obawie o aresztowanie. Na uwagę 12. i 4. przysięgłych, że oskarżony wrócił po narzędzie zbrodni, zaznacza, że było już oczyszczone z odcisków palców. 
Przysięgli 5., 6. i 8. dalej kwestionują historię drugiego świadka, zwracając uwagę na jego podeszły wiek i trudności z poruszaniem się, więc robią symulację, ile faktycznie zajęło mu czasu zanotowanie momentu zbrodni. Wściekły 3. przysięgły wciąż jest za skazaniem oskarżonego i po sugestiach 8. przysięgłego o bycie sadystą, chce go zaatakować, krzycząc „zabiję cię!”, tym samym udowadniając tezę tego drugiego na temat dosłowności frazy. Przysięgli 2. i 6. zmieniają swoje głosy; jury jest teraz równo podzielone.
4. przysięgły wątpi w alibi oskarżonego, opierając się na niemożności przypomnienia sobie przez chłopaka pewnych szczegółów. Wobec tego 8. przysięgły testuje pamięć 4. przysięgłego, który też miał problem z zapamiętaniem szczegółów z ubiegłego tygodnia, zwracając że opowiedział to w bardziej komfortowych okolicznościach niż oskarżony. Przysięgli 2., 3. i 8. debatują, czy oskarżony mógł dźgnąć swojego znacznie wyższego ojca, ostatecznie decydując, że było to fizycznie możliwe, choć niezręczne. Jednak 5. przysięgły, znający walki na noże z autopsji, pokazuje jak prawidłowo używa się noża sprężynowego i twierdzi, że oskarżony mający zapewne doświadczenie w walkach ulicznych na pewno dźgnąłby pod innym kątem.
7. przysięgły bez przekonania zmienia swój głos, co prowadzi do irytacji ze strony 11. przysięgłego. Zarzuca 7. przysięgłemu, że przez całą naradę obchodzi go tylko jak najszybsze pójście na mecz baseballowy, na które ma bilety. Przyparty 7. przysięgły mówi, że uważa, że chłopak nie jest winny. Po kolejnym głosowaniu 12. i 1. przysięgli również zmieniają swoje głosy, pozostawiając tylko trzy głosy winne. 10. przysięgły wybucha wściekłością, rzucając nienawistną tyradę na temat ludzi mający pochodzenie oskarżonego. Reszta przysięgłych, z wyjątkiem 4. odwraca się od niego plecami. 4. przysięgły mówi mu, by usiadł i był cicho. 10. przysięgły zdawszy sprawę ze swej bigoterii podchodzi w milczeniu do biurka w rogu. 8. przysięgły składa oświadczenie, że ławnicy nie mogą orzec bez pewności i dziwi się, skąd u jurorów 3., 4. i 10. brak wątpliwości. 4. przysięgły stwierdza, że kobieta będąca świadkiem zabójstwa, stanowi solidny dowód. Wobec tego 12. przysięgły zmienia głos i jest za skazaniem oskarżonego.
Po obejrzeniu, jak 4. przysięgły pociera nos, z powodu odcisków od okularów, 9. przysięgły zdaje sobie sprawę, że pierwszy świadek miała te same odciski na nosie, co wskazuje, że również nosiła okulary, ale nie miała ich w sądzie. Pozostali przysięgli też przypominają sobie o tym szczególe. Pewny siebie 8. przysięgły zwraca uwagę, że kładąca się spać kobieta, gdy zobaczyła zabójstwo, nie nosiła okularów, i nie miałaby czasu, aby je założyć, aby mieć dobry widok na mordercę. Przysięgli 12., 10. i 4. zmieniają głos na uniewinnienie oskarżonego.
Czujący się osaczony 3. przysięgły wybucha gniewem, ujawniając, że jego zajadła chęć skazania oskarżonego ma źródło w fatalnych stosunkach z jego własnym synem. W chwili wściekłości 3. przysięgły rozdziera fotografię jego z synem i w szlochu mamrocze „niewinny”, czyniąc werdykt jednogłośnym. Gdy pozostali wychodzą, 8. przysięgły pomaga zrozpaczonemu 3. przysięgłemu w założeniu marynarki. Oskarżony zostaje uniewinniony, a przysięgli opuszczają budynek sądu. Przysięgli 8. i 9. przed rozstaniem wymieniają się nazwiskami.

## Obsada

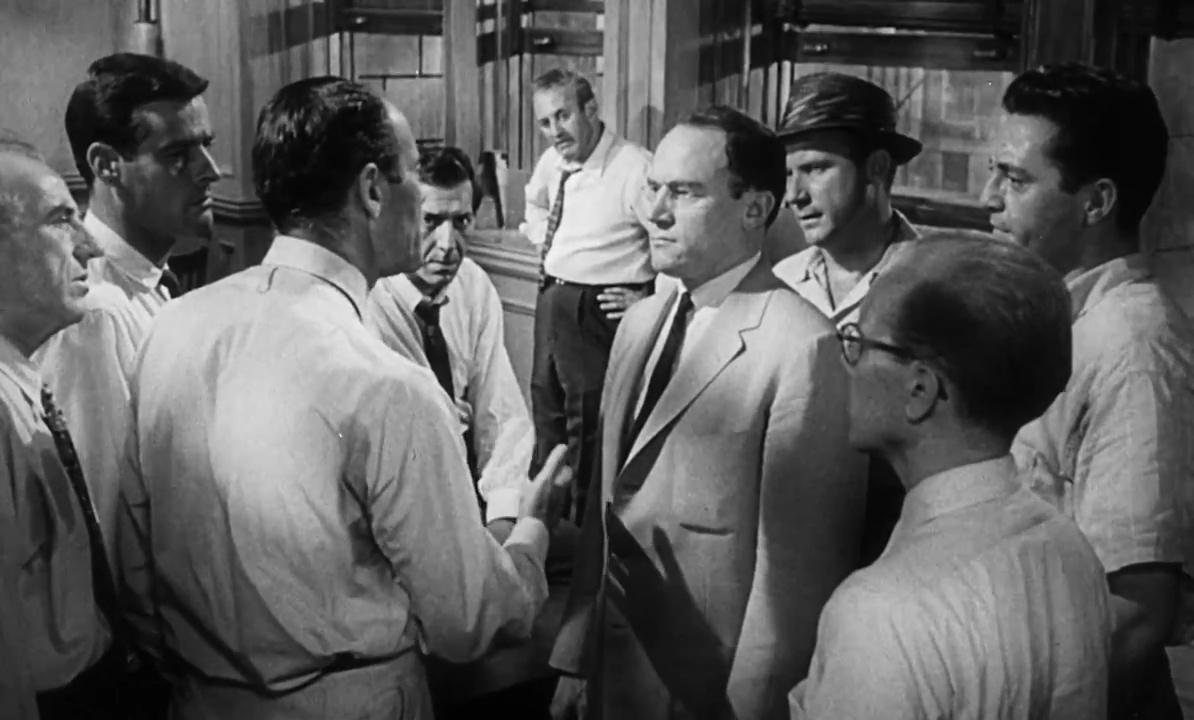
Kadr z filmu

W rolach 12 sędziów przysięgłych wystąpili:
| Rola           | Aktor          | Dubbing 1959 (wersja kinowa) | Dubbing 1973 (wersja telewizyjna)        |
| -------------- | -------------- | ---------------------------- | ---------------------------------------- |
| 1. przysięgły  | Martin Balsam  | Jerzy Bielenia               | Roman Wilhelmi                           |
| 2. przysięgły  | John Fiedler   | Norbert Nader                | Mieczysław Gajda                         |
| 3. przysięgły  | Lee J. Cobb    | Władysław Hańcza             | Mariusz Dmochowski                       |
| 4. przysięgły  | E.G. Marshall  | Stanisław Jaśkiewicz         | Zdzisław Tobiasz                         |
| 5. przysięgły  | Jack Klugman   | Zygmunt Listkiewicz          | Zenon Dądajewski                         |
| 6. przysięgły  | Ed Binns       | Maciej Maciejewski           | Marian Rułka                             |
| 7. przysięgły  | Jack Warden    | Zygmunt Maciejewski          | Jerzy Tkaczyk                            |
| 8. przysięgły  | Henry Fonda    | Czesław Byszewski            | Edmund Fetting                           |
| 9. przysięgły  | Joseph Sweeney | Leon Pietraszkiewicz         | Szczepan Baczyński                       |
| 10. przysięgły | Ed Begley      | Ryszard Pikulski             | Leon Pietraszkiewicz / Wiesław Machowski |
| 11. przysięgły | Jiří Voskovec  | Władysław Staszowski         | Zygmunt Listkiewicz                      |
| 12. przysięgły | Robert Webber  | Jerzy Tkaczyk                | Jerzy Molga                              |

### Wersja telewizyjna (1973)
W 1973 roku na zlecenie Telewizji Polskiej opracowano nową wersję dubbingu. W 1989 roku TVP poprosiła reżyserkę drugiej wersji – Zofię Dybowską-Aleksandrowicz o opracowanie trzeciej wersji dubbingu, ponieważ ta nagrana szesnaście lat wcześniej nie zachowała się w archiwach telewizji w stanie kompletnym. Dybowska-Aleksandrowicz odmówiła, argumentując swoją decyzję tym, że nie chce przekreślać pracy aktorów, jaką włożyli oni w nagrania do poprzedniej wersji. Zamiast tego na nowo nagrano dubbing do brakujących kilkunastu minut. Wzięli w nim udział ci sami aktorzy, z wyjątkiem zmarłego dwa lata wcześniej Leona Pietraszkiewicza – głosu dziesiątemu przysięgłemu udzielił Wiesław Machowski.

## Produkcja
Film został nakręcony w ciągu zaledwie dziewiętnastu dni, a jego budżet wyniósł 350 tysięcy USD. Akcja prawie całego filmu, z wyjątkiem pierwszej i ostatniej sceny, rozgrywa się w zamkniętym pomieszczeniu (sala i przyległa łazienka), w którym znajdują się ławnicy mający przesądzić o winie lub niewinności oskarżonego.
Reżyser Sidney Lumet nakręcił ten film w oryginalny sposób – na początku filmu większość ujęć robiona jest szerokokątnym obiektywem filmującym mniej więcej z poziomu wzroku, a w trakcie filmu stopniowo wprowadzane są ujęcia zrobione przy pomocy dłuższych obiektywów i filmowane od dołu (ujęcia zrobione przez obiektyw szerokokątny sprawiają wrażenie bardziej przestrzennych, optycznie powiększają pomieszczenia i zwiększają dystans między przedmiotami a ujęcia zrobione przy wykorzystaniu obiektywów o dłuższej ogniskowej „skracają” odległości i mają znacznie mniejszą głębię ostrości). Według Lumeta w zamierzeniu miało to stworzyć klaustrofobiczną atmosferę, jaka musiała panować w niewielkim pomieszczeniu, w którym odbywały się gorące obrady ławy przysięgłych.

## Inne wersje
W 1997 roku zrealizowany został film telewizyjny pod tym samym tytułem, wyreżyserowany przez Williama Friedkina. Stanowi on bezpośredni remake oryginału Lumeta – poza bardzo drobnymi zmianami, cała akcja filmu i wszystkie dialogi są identyczne jak w oryginale. Na podstawie filmu Lumeta i przedstawienia nakręcone zostały również dwa nieanglojęzyczne filmy – Ek ruka hua faisla z 1986 roku w reżyserii Basu Chatterjee i Dwunastu (2007, reż. Nikita Michałkow).